# Dinjčić
Dinjčić, Dinjičić (Digncich), bosanska plemićka obitelj. Spominjani su na popisima vlastele i u Razgovoru ugodnom Andrije Kačića Miošića.

## Grb
Obiteljski je grb sadržavao motiv zmaja iznad kacige, kao krijesta.
Spomenuti su u Fojničkom grbovniku.
Grb obitelji Dignicich (Dinjičić) na 59. stranici fojničkog grbovnika pripada i obitelji Kovačević, što je vidljivo iz komentara.

## Posjedi
Obitelj je posjedovala zemlje i građevine ponajviše u Podrinju. Podrinjski je kraj tradicijski pod upravom Dinjčića od 1366. godine. Posjedi su bili koncentrirani oko Srebrenice.
Dinjčići su bili vlasnici sredjovjekovne utvrde Vratara, po kojoj je dobio ime cijeli srednjovjekovni okrug, koji je obuhvaćao župe Luku i Žepu (Gornja Bosna i Podrinje, tj. Osat). Ova je središnja utvrda bila sagrađena na prijelazu 13. u 14. stoljeće. U kasnom srednjem vijeku župom Vratarom vladali su Dinjčići te poslije njihov ogranak Kovačevići.

## Povijest
Grgur Čevapović u Synopticus-memorialis Catalogus povezuje Dinjčiće s Jajcem (usporedi Prudentio Narentio: De regno Bosniae, Euzebije Fermendžin: Acta Bosnae, 560; Andrija Kačić Miošić: Razgovor ugodni..., 240)
Od 1366. vladaju Podrinjem. Rodonačelnik je župan Dinica (1378.). Kroz 14. i prvu četvrtinu 15. stoljeća najčešće nose naslov župana. Nakon što su s povijesne pozornice nestali Zlatonosovići, Dinjčići usvajaju naslov vojvoda.
Važni u obrani Bosne od srpskih i osmanskih osvajanja. Rodonačelnik je imao brata. Dinjičini sinovi su Dragiša, Kovač, Vladislav i Pavao. Kovačevi sinovi Petar i Tvrtko nazivaju se Kovačevićima. Poslije pogibije braće Kovačevića, dio se obitelji sklonio u Dubrovnik gdje ih izvori spominju 1464. godine.

## Poznati predstavnici
Spominju se u poveljama vladara srednjovjekovne bosanske države od 1399. do 1421. godine.
Kroz povijest dali su nekoliko poznatih predstavnika, među kojima se ističu:
- Dinjica, župan, na povelji kralja Tvrtka I. (1378.)
- Dragiša Dinjčić, sudionik ubojstva Pavla Radinovića na Parenoj Poljani 1415.;[1] spominje se kao knez od Podrinja uz kralja Stjepana Tomaša i Tvrtka II.[2]
- Vladislav Dinjčić, spominje se uz kralja Tvrtka II.[2]
- Kovač Dinjčić, spominje se 1442., uz vladara Ostoju. Vodio je 600 do 700 konjanika u obrani Bosne od osmanskih osvajanja. Rodonačelnik je obitelji Kovačevića.[2] Nosio naslov kneza i vojvode.[5]
- Petar Kovačević (sred. 15. stoljeća), važan u obrani obiteljskih posjeda od presezanja srpskih despota na zemlje preko Drine[1] Tvrtkov brat. Nosio naslov vojvode. 1443. sudionik pohoda Sibinjanina Janka i Đurđa Brankovića s odredom od 700 konjanika protiv Osmanlija. 1455. poginuo kod Srebrenice u borbi protiv despotove vojske.[5]
- Tvrtko Kovačević, vojvoda (u. 1463.). Posljednji je važni predstavnik ovih velikaša.[1] Poslije smrti brata Petra, ponio naslov vojvode.[5] Pogubili ga Osmanlije u osvajanjima Bosne.[1]